# Cedochrea quixoa
Cedochrea quixoa är en insektsart som först beskrevs av Kramer 1986.  Cedochrea quixoa ingår i släktet Cedochrea och familjen Derbidae. Inga underarter finns listade i Catalogue of Life.